# Fernand Casimir
Fernand Gaston Georges Émile Robert Casimir, né le 4 septembre 1896 à Arces (Charente-Maritime) et mort le 24 août 1985 à Châteaulin, est un administrateur colonial français.

## Biographie
Casimir est nommé le 16 avril 1935 commissaire-résident de France au condominium des Nouvelles-Hébrides administré par la France et le Royaume-Uni. Il représente Henri Sautot, revenu en 1937 au poste de commissaire-résident de France. Du 11 février 1952 au 23 février 1953, il devient gouverneur du Niger par intérim en l'absence du gouverneur Jean-François Toby. C'est sous son gouvernorat que se déroulent les élections à l'assemblée territoriale du 30 mars 1952. Casimir soutient le parti victorieux, l'Union des Nigériens Indépendants et Sympathisants (UNIS), dont la fondation avait été favorisée par Jean-François Toby.